# Oligonychus hainanensis
Oligonychus hainanensis är en spindeldjursart som beskrevs av Ma, Yuan och Lin 1979. Oligonychus hainanensis ingår i släktet Oligonychus och familjen Tetranychidae. Inga underarter finns listade i Catalogue of Life.